# Radomirești (okręg Bacău)
Radomirești – wieś w Rumunii, w okręgu Bacău, w gminie Letea Veche. W 2011 roku liczyła 304 mieszkańców.